# The Wyld
The Wyld – Nicht von dieser Welt war eine Revue im Friedrichstadt-Palast in Berlin und war die Nachfolgeshow von Show me.
Die Show war eine Liebesgeschichte mit kosmischem Bezug in futuristischem Stil. Außerdem wurde Nofretete als zum Leben erweckte Person dargestellt und traf im Berliner Nachtleben auf „Außerirdische“.

## Produktion
The Wyld war zum Premierentermin mit einem Produktionsbudget von rund zehn Millionen Euro die teuerste Produktion, die es außerhalb von Las Vegas gab. Diese Summe wurde von der Nachfolgeshow The One Grand Show, die über ein Produktionsbudget von elf Millionen Euro verfügt, übertroffen. Produzent war abermals, wie schon bei den Vorgängershows Qi, Yma und Show me, der Intendant Berndt Schmidt. Erstmals arbeitete der Friedrichstadt-Palast mit Modedesigner Thierry Mugler zusammen, der vom italienischen Modedesigner und Illustrator Stefano Canulli, mit dem Mugler bereits Kostüme für die Cirque-du-Soleil-Show Zumanity entwarf, unterstützt wurde.
Unter anderem wurden für die Choreografien Stars wie Brian Friedman (künstlerischer Leiter von The X Factor UK und USA und America’s Got Talent sowie bekannt für Choreografien für Beyoncé, Mariah Carey, Cher und Britney Spears) sowie Itzik Galili verpflichtet.
Die Show feierte am 23. Oktober 2014 Weltpremiere und wurde rund zwei Jahre gezeigt, bis sie am 16. Juli 2016 ihre Dernière in Berlin feierte. Bereits seit dem 7. Oktober 2014 fanden Voraufführungen statt.
In den knapp zwei Jahren Laufzeit besuchten 780.000 Gäste eine der 478 Vorstellungen. Die Show hat insgesamt 40,8 Millionen Euro eingespielt.